# 蒙舍朗
蒙舍朗（法語：Montcherand，發音：[mɔ̃ʃ(ə)ʁɑ̃]）是瑞士沃州的一个市镇。该市镇总面积为488平方千米，截至2018年12月31日总人口为488人。

## 地理
蒙舍朗位于纳沙泰尔湖以西，南以奥尔布河为界。